# McLaren Speedtail
McLaren Speedtail – hybrydowy hipersamochód wyprodukowany pod brytyjską marką McLaren w 2020 roku.

## Historia i opis modelu

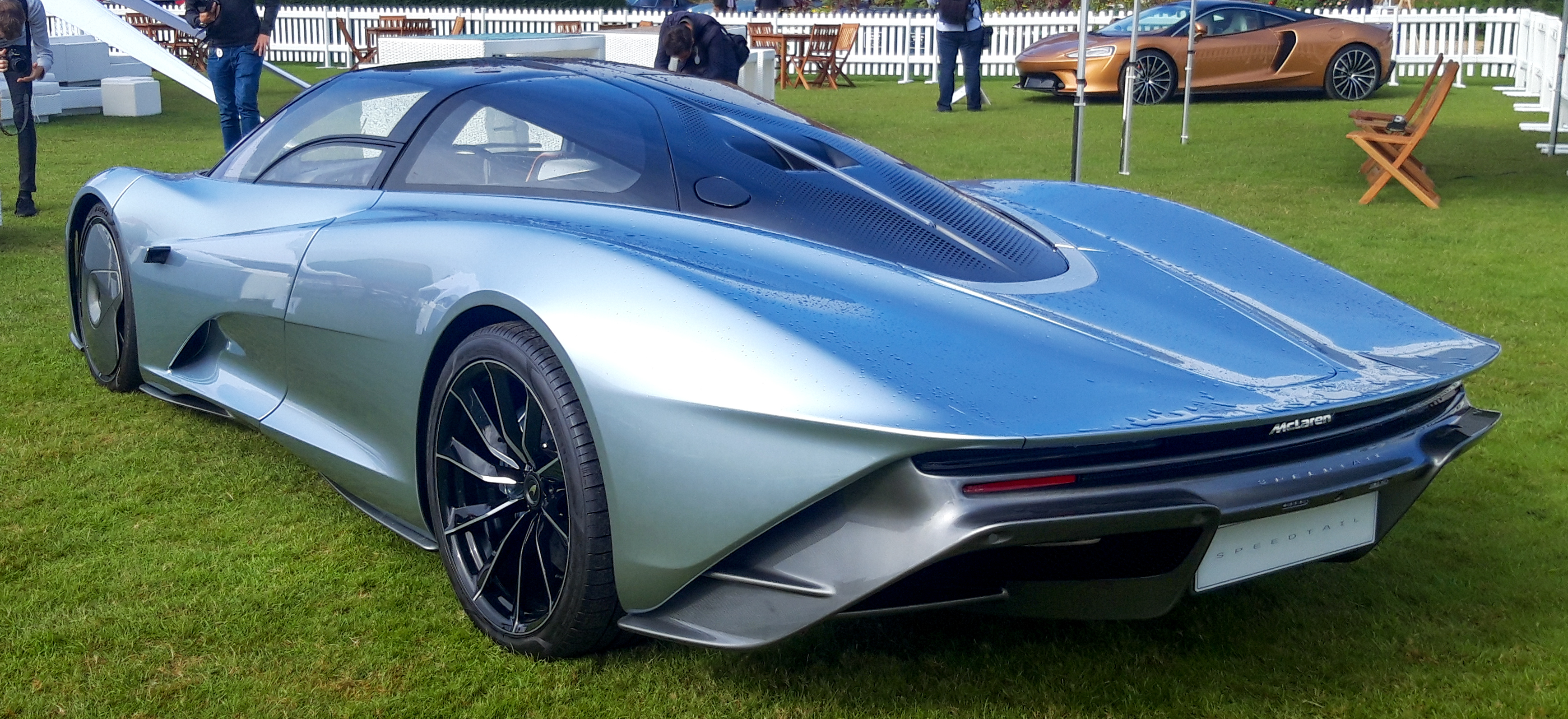
McLaren Speedtail – tył

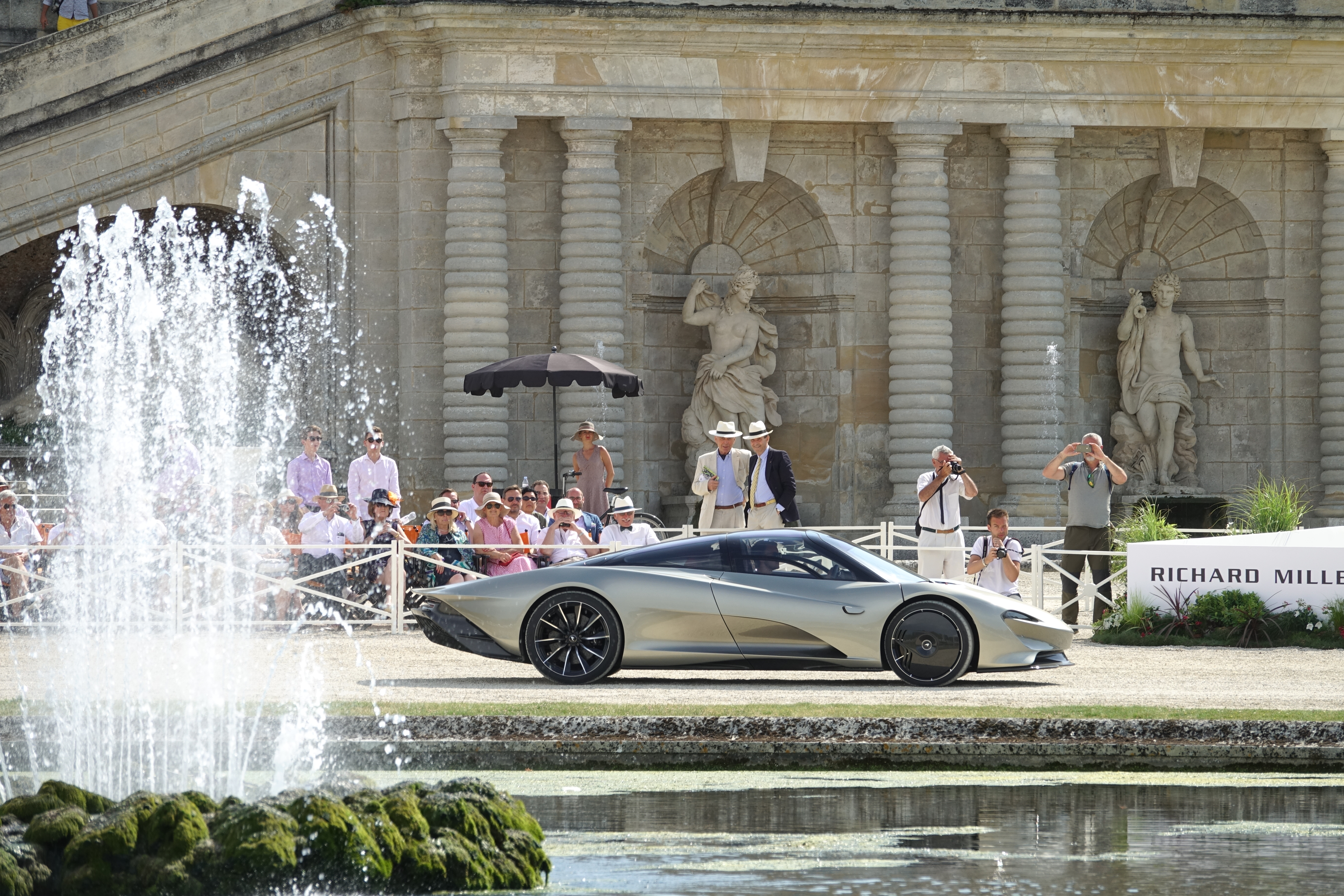
McLaren Speedtail – sylwetka

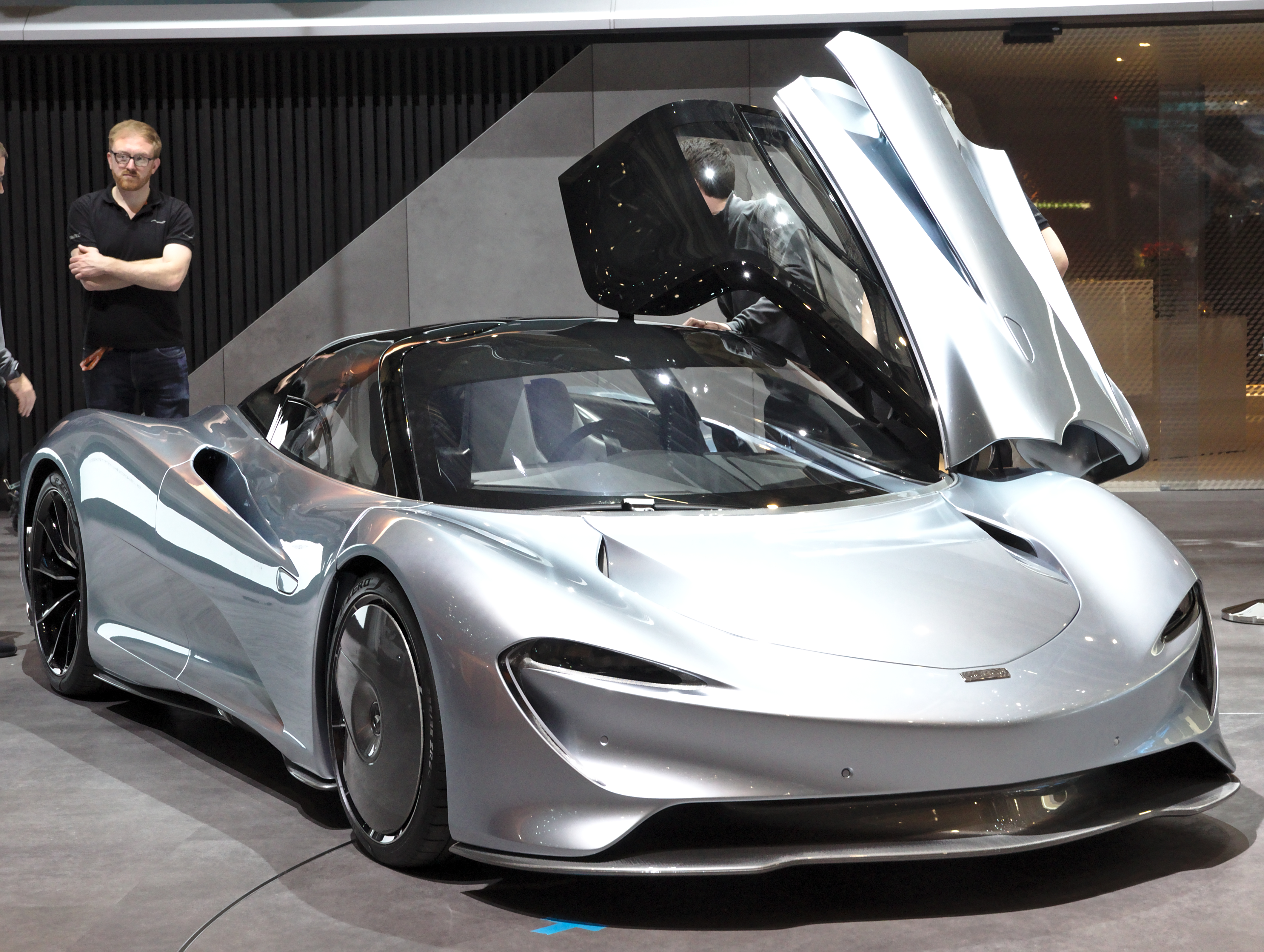
McLaren Speedtail – podnoszone drzwi

Speedtail został zaprezentowany po raz pierwszy pod koniec października 2018 roku jako pierwszy, pełnowymiarowy i topowy supersamochód McLarena od czasu zakończenia produkcji modelu P1 w 2015 roku. 
Wygląd i proporcje nadwozia modelu podporządkowano parametrom technicznym modelu - kabina pasażerska otoczona jest przez specjalnie wyprofilowane nadwozie, a tył zyskał wydłużony kształt wzbogacony spojlerem. Na przednich kołach zamontowano specjalne kołpaki z włókna węglowego, których rolą jest zmniejszenie zawirowań powietrza podczas szybkiej jazdy. 
McLaren Speedtail jest samochodem trzyosobowym z centralnie umieszczonym fotelem kierowcy. Rozwiązanie to zaczerpnięto z protoplasty, modelu F1 z 1993 roku.

### Sprzedaż
Podobnie jak mniejszy model Senna, McLaren Speedtail to model limitowany - został wyprodukowany w liczbie 105 sztuk. Produkcja odbyła się ponad rok po debiucie, w 2020 roku, a pierwszy egzemplarz został dostarczony do klienta w drugiej połowie marca 2020 roku. 
Pierwszy egzemplarz został wystawiony na aukcję w styczniu 2021 roku, z ceną wyjściową 2 milionów dolarów amerykańskich. Licytacja odbyła się w kanadyjskim domu aukcyjnym RM Sotheby's w mieście Blenheim w Ontario.

### Dane techniczne
Speedtaila napędza hybrydowy układ z silnikiem elektrycznym o mocy 308 KM, który współtworzy podwójnie doładowane V8 o pojemności 4 litrów o mocy 1050 KM, co pozwala na osiągnięcie maksymalnego momentu obrotowego 1150 Nm. Pojazd osiąga 300 km/h w 13 sekund, z kolei maksymalnie może się rozpędzić do 403 km/h. 
Parametr maksymalnej prędkości wynoszącej 403 km/h został potwierdzony podczas testów przeprowadzonych w grudniu 2019 roku w Kennedy Space Center na Florydzie. Każdy z 30 testerów odnotował ten sam wynik. To najszybszy model McLarena w historii przedsiębiorstwa.